# Tanno (colore)
Il tanno è una gradazione chiara di marrone, tendente al tenné. 
Il nome deriva dal tanno (cioè corteccia polverizzata di quercia, di sommacco, di castagno, ecc.) impiegato per conciare le pelli. Il primo utilizzo del termine tan come nome di colore in lingua inglese risale al 1590. Colori simili al tanno, tanto che possono essere considerati suoi sinonimi, sono il tenné e il fulvo.